# كاسر الحجر الألاسكي
كاسر الحجر الألاسكي (الاسم العلمي:Saxifraga alaskana) هو نوع من النباتات يتبع جنس كاسر الحجر من فصيلة كاسرات الحجر.